# Euzeugapteryx speciosa
Euzeugapteryx speciosa är en fjärilsart som beskrevs av William Schaus 1905. Euzeugapteryx speciosa ingår i släktet Euzeugapteryx och familjen björnspinnare. Inga underarter finns listade i Catalogue of Life.